# Kościół św. Trójcy w Ciasnej (nieistniejący)
Kościół św. Trójcy – drewniany kościół, który pierwotnie znajdował się w Bodzanowice, następnie przeniesiony do Ciasnej w powiecie lublinieckim. Zniszczony podczas pożaru 15 września 1985 roku.

## Historia
Kościół został zbudowany w 1679 roku w miejscowości Bodzanowice. W latach 1934–1935 przeniesiono go do Ciasnej. Funkcjonował jako kościół parafialny. Spłonął w 1985 roku. W jego miejscu stanęła nowa świątynia.